# Пышминский заказник
Пышминский зоологический охотничий заказник — государственный заказник площадью 45,3 тысячи гектаров в Пышминском городском округе Свердловской области.
Заказник организован 28 декабря 1973 года для сохранения и повышения численности косули. К природному комплексу заказника относятся косули, а также лось, барсук, рысь, куница, бобр, глухарь, тетерев и др.